# Secondo Rossi
Secondo Rossi (Oviglio, 17 agosto 1920 – 11 maggio 2018) è stato un calciatore e allenatore di calcio italiano, di ruolo centrocampista.

## Carriera
Giocò nel ruolo di centrocampista centrale in Serie A con la Salernitana.

## Palmarès

### Giocatore

#### Competizioni regionali
- Promozione: 1

Torrese: 1953-1954